# Paternkofel
De Paternkofel (Italiaans: Il paterno) is een berg in Italië, in de nabijheid van de Drei Zinnen. De Paternkofel is 2744 meter hoog en er werd in de Eerste Wereldoorlog fel op gevochten. Een bewijs hiervan zijn nog steeds de talrijke tunnels en stellingen die op en rond de berg zijn teruggevonden. Op 4 juli 1915 kwam de beroemde klimmer Sepp Innerkofler om het leven bij een poging om de berg te heroveren op de Italiaanse bergtroepen, de Alpini.
De Paternkofel werd in 1886 door S. en C. Innerkofler en E.Biendl voor het eerst beklommen, dit via de noordnoordwest-graat.

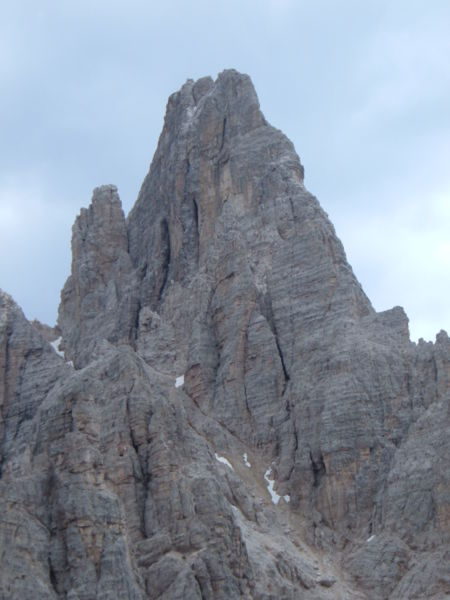
Detail